# Municipio de Union (condado de Monroe, Iowa)
El municipio de Union (en inglés: Union Township) es un municipio ubicado en el condado de Monroe en el estado estadounidense de Iowa. En el año 2010 tenía una población de 928 habitantes y una densidad poblacional de 9,99 personas por km².

## Geografía
El municipio de Union se encuentra ubicado en las coordenadas 41°7′13″N 92°54′54″O / 41.12028, -92.91500. Según la Oficina del Censo de los Estados Unidos, el municipio tiene una superficie total de 92.87 km², de la cual 92,75 km² corresponden a tierra firme y (0,13 %) 0,12 km² es agua.

## Demografía
Según el censo de 2010, había 928 personas residiendo en el municipio de Union. La densidad de población era de 9,99 hab./km². De los 928 habitantes, el municipio de Union estaba compuesto por el 94,07 % blancos, el 0,11 % eran afroamericanos, el 0,11 % eran amerindios, el 0,22 % eran asiáticos, el 2,26 % eran de otras razas y el 3,23 % eran de una mezcla de razas. Del total de la población el 7,22 % eran hispanos o latinos de cualquier raza.